# Neastacilla tanakai
Neastacilla tanakai is een pissebed uit de familie Arcturidae. De wetenschappelijke naam van de soort is voor het eerst geldig gepubliceerd in 2004 door Nunomura.